# Air Dominicana
Air Dominicana fue un proyecto para crear una aerolínea dominicana que tendría que haber iniciado las operaciones el 16 de octubre de 2009, con dos aeronaves tipo Boeing 737-300 y un Boeing 737-400. Se esperaba que en el segundo semestre de 2009 incorporara aviones tipo Boeing 767 y un Embraer ERJ 145. 
El 21 de septiembre de 2009, Juan José Hidalgo, propietario de Air Europa, anunció por escrito a sus socios dominicanos que abandonaba la compañía Air Dominicana, de la que había sido uno de sus principales impulsores a principios de 2007 y en la que contaba con una participación a título individual del 25%.
Tenía su sede en el edificio Air Europa en Santo Domingo.

## Historia
Air Dominicana se constituyó el 9 de mayo de 2007 en Santo Domingo con un capital de 10 millones de dólares estadounidenses. El 15 de diciembre de 2008, el Departamento de Transporte de los Estados Unidos emitió una licencia de la AFA que le otorgó a Air Dominicana el derecho a operar vuelos a Estados Unidos.
Se esperaba que la aerolínea iniciara sus operaciones en mayo de 2008 con un Boeing 737-300, pero la fecha de lanzamiento se pospuso varias veces hasta el 16 de octubre de 2009. Originalmente, el Aeropuerto Internacional de Punta Cana iba a ser el centro de operaciones de Air Dominicana, pero posteriormente se trasladó al Aeropuerto Internacional Las Américas de Santo Domingo.

## Propiedad
Air Dominicana era propiedad de Air Europa, con el Gobierno dominicano como socio minoritario. Originalmente, Dominicana Air también era propiedad de Futura International Airways hasta que la aerolínea no logró refinanciarse, por lo que cesó sus operaciones el 8 de septiembre de 2008. Se esperaba que Air Europa adquiriera las acciones restantes que Futura dejó en manos de Air Europa. Este acuerdo nunca se concretó, lo que podría haber sido una de las razones de la posterior quiebra.
El 17 de octubre de 2012, el presidente de Globalia y de Air Europa, Juan José Hidalgo, y el presidente de la República Dominicana, Danilo Medina, se reúnen en el país para sellar un acuerdo y seguir con el proyecto de la aerolínea. Sin embargo, nunca llegó a materializarse.

## Destinos
Creada para operar mayormente en el segmento de vuelos chárter, pretendía operar estos destinos con vuelos regulares:
| Países               | Destinos      | Aeropuertos                               |
| -------------------- | ------------- | ----------------------------------------- |
| Estados Unidos       | Miami         | Aeropuerto Internacional de Miami         |
| Estados Unidos       | Nueva York    | Aeropuerto Internacional John F. Kennedy  |
| República Dominicana | Punta Cana    | Aeropuerto Internacional de Punta Cana    |
| República Dominicana | Santo Domingo | Aeropuerto Internacional Las Américas HUB |

Se pensaba abrir más rutas regulares hacia el Caribe, Sudamérica, Norte y Centroamérica, y Europa. 

## Flota histórica
Air Dominicana tuvo intención de operar vuelos con las siguientes aeronaves:
| Aeronaves      | Total | Introducido | Retirado | Matrículas |
| -------------- | ----- | ----------- | -------- | ---------- |
| Boeing 737-300 | 1     | 2008        | 2009     | HI-864     |
| Boeing 737-400 | 1     | 2009        | 2009     | N279AD     |